# Rolf Lislevand
Rolf Lislevand (Oslo, Noruega, 30 de diciembre de 1961) es un laudista, vihuelista y tiorbista noruego especializado en música antigua.

## Biografía
Desde 1980 a 1984 estudió guitarra clásica en la Academia de Música del Estado de Noruega. En 1984 ingresa en la Schola Cantorum Basiliensis de Suiza, considerado el centro de música antigua más activo de Europa. Estudió allí guiado por Hopkinson Smith y Eugène Dombois hasta 1987.
Recibió una propuesta de Jordi Savall para acompañarlo en sus grupos Hespèrion XX, La Capella Reial de Catalunya y Le Concert des Nations. A través de su trabajo con Savall ha obtenido un gran conocimiento de la música francesa para viola de gamba del siglo XVII y han realizado grabaciones y conciertos en todo el mundo. Así mismo, Montserrat Figueras, soprano y esposa de Savall, le introdujo a la música vocal española de los siglos XVI y XVII.
En 1987 se estableció en Verona, donde trabaja sobre nuevas formas interpretativas de la música italiana del siglo XVII. Viviendo en una civilización que siempre ha enfocado el modernismo como tradición, procura integrar intuición e investigación en la búsqueda de un concepto global de estilo y estética de la música barroca.
La discografía de Rolf Lislevand como solista es editada por el sello francés Astrée-Auvidis. Desde su primer CD con música del laudista italiano Giovanni Girolamo Kapsberger, ha obtenido múltiples premios internacionales, como el Diapason d’Or, Choc de le Monde de la Musique, 10 de Répertoire...
Ha dirigido diferentes ensembles compuestos especialmente para importantes festivales europeos como los de Edimburgo, Utrecht, Brujas, Montreaux.
Es uno de los grandes intérpretes de compositores españoles del Renacimiento, prestando especial atención al siglo XVI, respetando los criterios, las formas y los instrumentos originales de época, complementado en ocasiones con danzas renacentistas.
Desde 1993 es profesor en la Staatliche Hochschule für Musik en Trossingen, Alemania. Mientras los métodos de estudio habituales en academias se basan habitualmente en criterios pedagógicos de tradición romántica del siglo XIX, en Trossingen se trabaja guiados por ideales más humanistas. También es profesor en el Conservatorio de Toulouse.